# Воскресіння (фільм, 2012)
«Воскресіння» — кінофільм режисера Метта Орландо, що вийшов на екрани в 2012 році.

## Зміст
Головний герой - тінейджер, який ніяк не може змиритися зі смертю брата. Його свідомість просто не сприймає факт загибелі близької людини, і ніякі психоаналітики не можуть допомогти вирішити цю проблему. Через деякий час виявляється, що могила брата розкрита, а його психологічно нестійкого родича починають відвідувати бачення майбутніх вбивств...

## Ролі
| Актор                    | Роль |
| ------------------------ | ---- |
| Міша Бартон              | -    |
| Девон Сава               | -    |
| Майкл Кларк Дункан       | -    |
| Джонатан Майкл Траутменн | -    |
| Ніколас Джендл           | -    |
| Стюарт Стоун             | -    |
| Аланна Романські         | -    |
| Морган Вовк              | -    |
| Енні Кітрал              | -    |
| Патрік Де Ледебур        | -    |

## Знімальна група
- Режисер — Метт Орландо
- Сценарист — Метт Орландо
- Продюсер — Філліп Глассер, Брайан Гартман, Аарон Лівайн
- Композитор — Джейкоб Йоффе